# Route 655 (Nouveau-Brunswick)
Pour les articles homonymes, voir Route 655.
La route 655 est une route locale du Nouveau-Brunswick située dans le centre-sud de la province, au sud de Fredericton, et à l'ouest d'Oromocto. Elle traverse une région plutôt boisée, mesure 16 kilomètres, et est pavé sur toute sa longueur.

## Tracé
La 655 débute à Nasonworth, entre Fredericton et Tracy, sur la route 101. Elle commence par se diriger vers l'est pendant une dizaine de kilomètres en traversant entre autres Waasis. Elle suit ensuite la rivière Oromocto en bifurquant vers le nord, en passant sous la route 2, puis elle se termine à l'ouest d'Oromocto, sur la route 102, tout juste au sud-est de l'aéroport de Fredericton. 

## Intersections principales
| route 655        |            |    |                                     |                           |
| Comté            | Location   | km | Intersection/Destinations           | Notes                     |
| Comté d'York     | Nasonworth | 0  | R-101, Fredericton, Tracy           | extrémité ouest de la 655 |
| Comté de Sunbury | Waasis     | ~8 | Chemin Rusagonis sud, Rusagonis     |                           |
| Comté de Sunbury | Waasis     | ~9 | Chemin Nevers nord, Lincoln         |                           |
| Comté de Sunbury | Oromocto   | 16 | R-102, Oromocto centre, Fredericton | extrémité est de la 655   |